# Yukaghir
Os Yukaghir, ou Yukagirs (Юкагиры em Russo; auto-designados одул (odul), деткиль (detkil') são um povo da Rússia, localizados na Sibéria Oriental. De acordo com o census de 2002, existem 1 509 pessoas actualmente.
Eles são divididos em Tundra Yukagirs, ou Yukagirs do Norte, e Taiga Yukagirs, ou Yukagirs do Sul. Alguns dos Yukagirs assimilaram-se com os Russos.
A Língua Yukaghir é uma língua isolada, embora seja por vezes sugerida uma ligação com as Línguas Urálicas.